# Aloe zanzibarica
Aloe zanzibarica é uma espécie de liliopsida do gênero Aloe, pertencente à família Asphodelaceae.